# Johannes Brunner
Johannes "John" Brunner, född 22 november 1862 i Veddige socken, död 1936, Evanston, Illinois, var en svensk-amerikansk ingenjör.
Brunner studerade vid enskilda skolor i Stockholm och från 1883 vid Tekniska högskolan, från vars väg- och vattenbyggnadsavdelning han utexaminerades 1887. Han var ingenjörsbiträde vid statens järnvägsbyggnader somrarna 1885 och 1886 samt större delen av 1887, innan han våren 1888 emigrerade till USA. Där anställdes Brunner vid Boston & Maine-järnvägens brobyggnadsavdelning. 1890 blev han konstruktör vid Mount Vernon bridge c:o i Ohio, snart befordrad till överingenjör där fram till 1895. Han var 1895–96 biträdande överingenjör vid Carnegie Steel c:o i Pittsburgh, boringenjör för stadsämbetet i Pittsburgh 1896–99, stadsöverigenjör i Pittsburgh 1899–1902 och biträdande verkschef vid North works, Illinois steel c:o i Chicago 1902–12. 1912 var han biträdande inspektionsingenjör vid Illinois steel c:o och från 1923 VD för avdelningen för metallurgi och inspektion i Illinois steel c:o.
Brunner var därtill bland annat medlem av American society of civil engineers som vice ordförande för dess Illinoissektion, av American society for testing materials, av American railway engineering association, av Western society fo engineers, av Society of automotive engineers, av Association of american steel manufacturers (som vice ordförrande 1924–26 och ordförande 1926), av American iron and steel instiute, av Svenska ingenjörsföreningen i Chicago (ordförande 1916) och av Chicago engineers club (vice ordförande 1919, ordförande 1921). Han blev riddare av Nordstjärneorden 1919.